# Bika (fáraó)
Bika király az ókori Egyiptom predinasztikus korszakában, a 0. dinasztiába sorolt uralkodó i. e. 3200–3100 körül. Hasonlóan a korszak több más uralkodójához, neve csak néhány szerehbe foglalt feliraton maradt fenn. Sírja egyelőre nem ismert.
A név a legrégebbi ismert királysírból, I. Skorpió abüdoszi sírjából, az Umm el-Kaáb temető U-j jelű sírjából került elő, Min szobrára faragva. Ebből Günter Dreyer azt a következtetést vonta le, hogy Bika király Skorpió elődje volt. Az is elképzelhető azonban, hogy nem egymás elődje-utódja viszonyban voltak, hanem egymás riválisai, és Skorpió legyőzte Bikát.
2003-ban Théba nyugati sivatagában szintén feltártak egy sziklavésetet, amely ugyanezt a nevet tartalmazta.